# Pershore
Pershore je městys v anglickém hrabství Worcestershire na břehu řeky Avon. Pershore leží 10 km (6 mil) západně od Eveshamu a 10 km (6 mil) východně od Upton-upon-Severn. Ve městě se nacházejí příklady georgiánské architektury.

## Partnerská města
- Bad Neustadt
- Plouay